# Judith Holofernes/Diskografie
Diese Diskografie ist eine Übersicht über die musikalischen Werke der deutschen Popsängerin Judith Holofernes. Ihre erfolgreichste Veröffentlichung – als Solo-Künstlerin – ist die Autorenbeteiligung Meine Soldaten (Maxim) mit über 150.000 verkauften Einheiten.

## Alben

### Studioalben
| Jahr | Titel Musiklabel                       | Höchstplatzierung, Gesamtwochen, AuszeichnungChartplatzierungen (Jahr, Titel, Musiklabel, Platzierungen, Wochen, Auszeichnungen, Anmerkungen) | Höchstplatzierung, Gesamtwochen, AuszeichnungChartplatzierungen (Jahr, Titel, Musiklabel, Platzierungen, Wochen, Auszeichnungen, Anmerkungen) | Höchstplatzierung, Gesamtwochen, AuszeichnungChartplatzierungen (Jahr, Titel, Musiklabel, Platzierungen, Wochen, Auszeichnungen, Anmerkungen) | Anmerkungen                           |
| Jahr | Titel Musiklabel                       | DE | AT | CH | Anmerkungen                           |
| ---- | -------------------------------------- | --- | --- | --- | ------------------------------------- |
| 1999 | Kamikazefliege Eigenvertrieb           | — | — | — | Erstveröffentlichung: 1999            |
| 2014 | Ein leichtes Schwert Four Music (Sony) | DE7 (6 Wo.)DE | AT9 (4 Wo.)AT | CH87 (1 Wo.)CH | Erstveröffentlichung: 7. Februar 2014 |
| 2017 | Ich bin das Chaos Därängdängdäng (WMG) | DE13 (2 Wo.)DE | AT26 (1 Wo.)AT | — | Erstveröffentlichung: 17. März 2017   |

### EPs
| Jahr | Titel Musiklabel            | Anmerkungen                                    |
| ---- | --------------------------- | ---------------------------------------------- |
| 2014 | Pechmarie Four Music (Sony) | Erstveröffentlichung: 10. Oktober 2014 Live-EP |

## Singles
| Jahr | Titel Album                                          | Anmerkungen                                       |
| ---- | ---------------------------------------------------- | ------------------------------------------------- |
| 2014 | Liebe Teil 2 – Jetzt erst recht Ein leichtes Schwert | Erstveröffentlichung: 7. Februar 2014             |
| 2014 | Danke, ich hab schon Ein leichtes Schwert            | Erstveröffentlichung: 4. April 2014               |
| 2017 | Analogpunk 2.0 Ich bin das Chaos (Soloversion)       | Erstveröffentlichung: 30. Juni 2017 feat. Maeckes |
| 2018 | Sara, sag was –                                      | Erstveröffentlichung: 31. August 2018             |
| 2021 | Ich wär so gern gut –                                | Erstveröffentlichung: 14. Oktober 2021            |

## Musikvideos
| Jahr | Titel                           | Regisseur(e)        |
| ---- | ------------------------------- | ------------------- |
| 2013 | Liebe Teil 2 – Jetzt erst recht | Dietrich Brüggemann |
| 2013 | Ein leichtes Schwert            |                     |
| 2014 | Nichtsnutz                      | Nina Braun          |
| 2014 | Danke, ich hab schon            | James Slater        |
| 2014 | M.I.L.F.                        | James Slater        |
| 2014 | Pechmarie                       | James Slater        |
| 2016 | Der letzte Optimist             | Jonas Lieberknecht  |
| 2017 | Ich bin das Chaos               | Jonas Lieberknecht  |
| 2017 | Analogpunk 2.0                  | Tassilo Rau         |
| 2018 | Hoffnungsmaschine               |                     |
| 2018 | Sara, sag was                   | Jonas Lieberknecht  |

## Autorenbeteiligungen
Holofernes schreibt die meisten ihrer Lieder selbst, sowie auch in der Vergangenheit die Lieder für die Band Wir sind Helden. Darüber hinaus tritt sie auch als Autorin für andere auf. Die folgende Liste beinhaltet Autorenbeteiligungen, die es in die Charts in den D-A-CH-Staaten schafften. Ausgenommen sind eigene Veröffentlichungen, sowie Veröffentlichungen mit Wir sind Helden.
| Jahr | Titel Interpretation | Höchstplatzierung, Gesamtwochen, AuszeichnungChartplatzierungen (Jahr, Titel, Interpretation, Platzierungen, Wochen, Auszeichnungen, Anmerkungen) | Höchstplatzierung, Gesamtwochen, AuszeichnungChartplatzierungen (Jahr, Titel, Interpretation, Platzierungen, Wochen, Auszeichnungen, Anmerkungen) | Höchstplatzierung, Gesamtwochen, AuszeichnungChartplatzierungen (Jahr, Titel, Interpretation, Platzierungen, Wochen, Auszeichnungen, Anmerkungen) | Anmerkungen                                           |
| Jahr | Titel Interpretation | DE | AT | CH | Anmerkungen                                           |
| ---- | -------------------- | --- | --- | --- | ----------------------------------------------------- |
| 2013 | Meine Soldaten Maxim | DE18 Gold · (23 Wo.)DE | — | — | Erstveröffentlichung: 3. Mai 2013 Verkäufe: + 150.000 |
| 2016 | Steine Bosse         | DE88 (1 Wo.)DE | — | — | Erstveröffentlichung: 22. Januar 2016                 |

## Sonderveröffentlichungen
| Jahr | Titel Album                                            | Anmerkungen                                                                                    |
| ---- | ------------------------------------------------------ | ---------------------------------------------------------------------------------------------- |
| 2003 | X Supporter’s Album #1                                 | Erstveröffentlichung: August 2003 Einstürzende Neubauten feat. Judith Holofernes               |
| 2004 | Wir rühren uns nicht vom Fleck Das Weltall ist zu weit | Erstveröffentlichung: 24. Mai 2004 Die Sterne feat. Judith Holofernes                          |
| 2004 | Dilemma Wovon sollen wir leben                         | Erstveröffentlichung: 4. Oktober 2004 Tele feat. Judith Holofernes                             |
| 2004 | Wovon sollen wir leben                                 | Erstveröffentlichung: 4. Oktober 2004 Tele feat. Judith Holofernes                             |
| 2006 | Armer Vater Warten auf den Bumerang                    | Erstveröffentlichung: 17. November 2006 Olli Schulz und der Hund Marie feat. Judith Holofernes |
| 2007 | Magic Moments Mount Pleasure                           | Erstveröffentlichung: 31. August 2007 Moneybrother feat. Judith Holofernes                     |
| 2010 | Twilight Per Anders                                    | Erstveröffentlichung: 23. November 2010 Per Anders feat. Judith Holofernes                     |
| 2012 | Vergangenheit Unzufrieden                              | Erstveröffentlichung: 14. September 2012 Die Höchste Eisenbahn feat. Judith Holofernes         |
| 2018 | Hoffnungsmaschine Hinweise zum Gebrauch                | Erstveröffentlichung: 23. Februar 2018 Erdmöbel feat. Judith Holofernes                        |

| Jahr | Titel Album                                                                | Anmerkungen                                                                                         |
| ---- | -------------------------------------------------------------------------- | --------------------------------------------------------------------------------------------------- |
| 2018 | Armour Sing meinen Song – Das Tauschkonzert Vol. 5                         | Erstveröffentlichung: 11. Mai 2018 Original: Rea Garvey                                             |
| 2018 | Be with You Sing meinen Song – Das Tauschkonzert Vol. 5                    | Erstveröffentlichung: 11. Mai 2018 Original: Leslie Clio                                            |
| 2018 | Geh’ nicht den Weg Sing meinen Song – Das Tauschkonzert Vol. 5             | Erstveröffentlichung: 11. Mai 2018 Original: Mary Roos                                              |
| 2018 | Ich lass für dich das Licht an Sing meinen Song – Das Tauschkonzert Vol. 5 | Erstveröffentlichung: 11. Mai 2018 Original: Revolverheld                                           |
| 2018 | Kogong Sing meinen Song – Das Tauschkonzert Vol. 5                         | Erstveröffentlichung: 11. Mai 2018 Original: Mark Forster                                           |
| 2018 | The Jet Set Sing meinen Song – Das Tauschkonzert Vol. 5                    | Erstveröffentlichung: 11. Mai 2018 Original: Alphaville                                             |
| 2018 | Baby, It’s Cold Outside Sing meinen Song – Das Weihnachtskonzert Vol. 5    | Erstveröffentlichung: 23. November 2018 Original: Lynn Garland & Frank Loesser; mit Johannes Strate |
| 2018 | Love the One You’re With Sing meinen Song – Das Weihnachtskonzert Vol. 5   | Erstveröffentlichung: 23. November 2018 Original: Stephen Stills                                    |

## Statistik

### Chartauswertung
|                     | DE    | AT    | CH    |
| ------------------- | ----- | ----- | ----- |
| Nummer-eins-Alben   | DE—DE | AT—AT | CH—CH |
| Top-10-Alben        | DE1DE | AT1AT | CH—CH |
| Alben in den Charts | DE2DE | AT2AT | CH1CH |

### Auszeichnungen für Musikverkäufe
Anmerkung: Auszeichnungen in Ländern aus den Charttabellen bzw. Chartboxen sind in ebendiesen zu finden.
| Land/RegionAuszeichnungen für Musikverkäufe (Land/Region, Auszeichnungen, Verkäufe, Quellen) | Gold  | Platin | Verkäufe | Quellen           |
| -------------------------------------------------------------------------------------------- | ----- | ------ | -------- | ----------------- |
| Deutschland (BVMI)                                                                           | Gold1 | —      | 150.000  | musikindustrie.de |
| Insgesamt                                                                                    | Gold1 | —      |          |                   |